# Franciszek Pluta
Franciszek Jan Pluta, także jako Francis Pluta (ur. 24 grudnia 1905 w Kocinie, zm. 23 stycznia 1990 w Kanadzie) – polski duchowny rzymskokatolicki, kapelan, działacz społeczny i polonijny na emigracji w Kanadzie.

## Życiorys
Święcenia prezbiteratu otrzymał w 1934. Do końca istnienia II Rzeczypospolitej posługiwał w diecezja łuckiej. Po wybuchu II wojny światowej, kampanii wrześniowej i agresji ZSRR na Polskę z 17 września 1939 został aresztowany przez Sowietów i wywieziony do ZSRR. Na mocy układu Sikorski-Majski z 30 lipca 1941 odzyskał wolność, po czym zgłosił się do formowanej Armii Polskiej w ZSRR gen. Władysława Andersa. Wówczas został mianowany kapelanem wojskowym. Na przełomie 1941/1942 ks. prałat Armii Polskiej w Buzułuku, ks. Władysław Cieński polecił ks. Plucie wyjazd do Aszchabadu i objęcie opieką duchową przebywających tam polskich dzieci w sierocińcu. Stamtąd z wychowankami został ewakuowany do obozu w Balachadi i przebywał przez dwa lata.
Po zakończeniu wojny przeniósł się do Stanów Zjednoczonych i został kapłanem farmerów w stanie Nebraska. Później przeniósł się do Kanady i w latach 50. założył polską katolicką parafię Matki Boskiej Częstochowskiej w London (prowincja Ontario), którą kierował do przejścia na emeryturę w 1975. Następnie zamieszkał w Mississauga, gdzie nadal był aktywny na polu pracy duszpasterskiej i działalności polonijnej. Pełnił funkcję kapelana kombatantów, w tym grupy „Solidarność – Niepodległość”. Wspierał parafię św. Teresy od Dzieciątka Jezus w Etobicoke. 15 maja 1980 został powołany na stanowisko delegata rządu RP na uchodźstwie na terenie Kanady. W 1989 został wybrany po raz kolejny na tę funkcję i równocześnie na funkcję członka Oddziału Rady Narodowej Rzeczypospolitej w Kanadzie.
Zmarł 23 stycznia 1990 i został pochowany na cmentarzu parafii św. Teresy od Dzieciątka Jezus w Etobicoke.

## Odznaczenia
- Krzyż Komandorski Orderu Odrodzenia Polski (3 maja 1983)[3]
- Krzyż Oficerski Orderu Odrodzenia Polski (3 maja 1977)[4]